# Коло (гміна)
Гміна Коло (пол. Gmina Koło) — сільська гміна у північно-західній Польщі. Належить до Кольського повіту Великопольського воєводства.
Станом на 31 грудня 2011 у гміні проживало 7476 осіб.

## Територія
Згідно з даними за 2007 рік площа гміни становила 101.88 км², у тому числі:
- орні землі: 91.00%
- ліси: 4.00%

Таким чином, площа гміни становить 10.08% площі повіту.

## Населення
Станом на 31 грудня 2011:
| Опис     | Загалом | Загалом | Чоловіки | Чоловіки | Жінки | Жінки |
| -------- | ------- | ------- | -------- | -------- | ----- | ----- |
| одиниця  | осіб    | %       | осіб     | %        | осіб  | %     |
| все      | 7476    | 100     | 3776     | 50.51    | 3700  | 49.49 |
| міське   | 0       | 100     | 0        |          | 0     |       |
| сільське | 7476    | 100     | 3776     | 50.51    | 3700  | 49.49 |

## Сусідні гміни
Гміна Коло межує з такими гмінами: Баб'як, Ґжеґожев, Домбе, Коло, Косьцелець, Крамськ, Осек-Мали.